# Мы — одна команда
«Мы — одна команда» (англ. We Are Marshall) — американская биографическая спортивная драма 2006 года, третий полнометражный фильм, снятый Макджи. В нём показаны последствия авиакатастрофы 1970 года, в которой погибло 75 человек: 37 игроков футбольной команды Marshall University Thundering Herd, пять тренеров, два спортивных инструктора, спортивный директор, 25 ускорителей и экипаж самолёта из пяти человек.
Мэттью Макконахи играет главного тренера Джека Ленджиела, Мэттью Фокс — помощника тренера Уильяма «Реда» Доусона, Дэвид Стрэтэйрн — президента университета Дональда Дедмона, а Роберт Патрик — злополучного главного тренера Marshall Рика Толлея. Тогдашний губернатор Джорджии Сонни Пердью играет эпизодическую роль футбольного тренера East Carolina University.
Музыку написал Кристоф Бек, а сценарий написал Джейми Линден. Фильм посвящён восстановлению программы и исцелению, которое переживает сообщество. Доктор Х. Кит Спирс был консультантом Marshall University.

## Сюжет
Поздний вечер субботы 14 ноября 1970 года. Футбольная команда университета Маршалла из городка Хантингтон (Западная Виргиния) вместе с группой фанатов возвращается на самолёте домой после неудачной игры со сборной университета Восточной Виргинии. Авиалайнер уже почти совершил посадку, когда неожиданно врезался в землю и взорвался, при этом погибли все 75 человек на борту.
Жители города в шоке от случившегося. Помимо этого, футбольная команда разом лишается всех основных тренеров и почти всех игроков, поэтому её судьба теперь висит на волоске. Молодой тренер Джек Ленгьел (англ. Jack Lengyel) возглавляет команду и теперь должен решить сложную задачу — спасти футбольную команду Маршаллов и вновь вывести их в чемпионы.

## В ролях
| Актёр                   | Роль                                    |
| ----------------------- | --------------------------------------- |
| Мэттью Макконахи        | главный тренер Джек Ленджиел            |
| Мэттью Фокс             | помощник тренера Рэд Доусон             |
| Энтони Маки             | Нэйт Раффин                             |
| Кейт Мара               | Энни Кантрелл                           |
| Дэвид Стрэтэйрн         | президент университета Дональд Дедмон   |
| Иэн Макшейн             | Пол Гриффен                             |
| Арлен Эскарпета         | Реджи Оливер                            |
| Дженьюари Джонс         | Кэрол Доусон                            |
| Кимберли Уильямс-Пейсли | Сэнди                                   |
| Брайан Герати           | Том Богдан                              |
| Роберт Патрик           | главный тренер Рик Толлей               |
| DC-9-15 борт N195US     | DC-9-31 борт N97S (разбившийся самолёт) |